# Каменева, Нелли Ивановна
Нелли Ивановна Каменева (полное имя Нинель Ивановна Каменева; 19 октября 1931, Умань — 18 февраля 2007, Кишинёв) — советская и молдавская театральная актриса. Народная артистка Молдавской ССР (1982). Художественный руководитель Кишинёвского русского драматического театра имени А. П. Чехова (1992—1996, 2001-2007).

## Биография
Родилась 19 октября 1931 года в Умани в русско-еврейской семье. Когда она была ребёнком семья переехала в Одессу, где её отец — Иван Васильевич Каменев (1900—1941) был назначен директором кондитерской фабрики имени Розы Люксембург. В семилетнем возрасте поступила в сценический кружок одесского дворца пионеров. В начале Великой Отечественной войны была с матерью — инженером-химиком Ольгой Давидовной Каменевой (1908—2004) — эвакуирована в Астрахань, позже в Барнаул. Отец был оставлен в городе для организации народного ополчения и погиб вскоре после оккупации.
В 1953 году окончила Киевский институт театрального искусства и в том же году дебютировала на сцене Кишинёвского русского драматического театра имени А. П. Чехова. Сыграла в этом театре более 160 ролей, в том числе Люси («Мёртвые без погребения» Ж.-П. Сартра), Аркадина и Раневская («Чайка» и «Вишнёвый сад» А. П. Чехова), королева Елизавета («Мария Стюарт» Фридриха Шиллера), Филумена («Филумена Мартурано» Эдуардо де Филиппо), Тамара («Пять вечеров» Александра Володина), Танкабике («В ночь лунного затмения» Мустая Карима), Голда («Поминальная молитва» Григория Горина), Софья Ивановна («Я очень люблю тебя, мама» Надежды Птушкиной). Работала в этом театре до конца жизни, в 1992-1996, 2001—2007 годах — художественный руководитель театра.

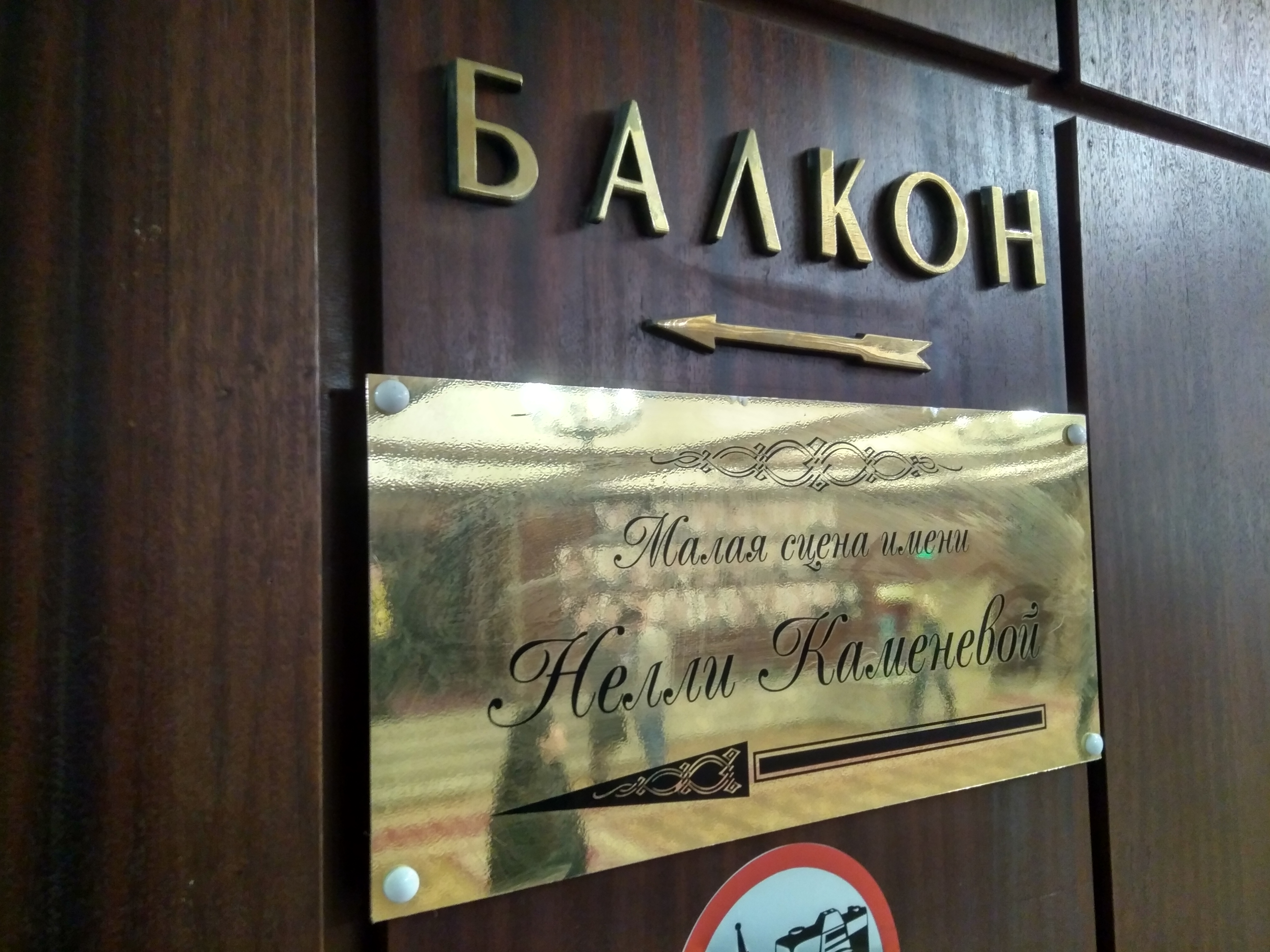
Табличка в фойе Театра имени А. П. Чехова в Кишинёве, направляющая к Малой сцене имени Нелли Каменевой

В начале 1960-х годов стала первым диктором Молдавского телевидения. Была общественным директором Молдавского республиканского Дома актёра. В 1959 году стала дипломанткой Всесоюзного конкурса декламаторов, в 1990 году — фестиваля еврейской музыки и песни в Биробиджане. Сыграла роль бабушки в фильме Валерия Жереги «Сотворение любви» (2006).
В 1965 году Нелли Каменевой было присвоено звание Заслуженной артистки Молдавской ССР, в 1982 году — Народной артистки Молдавской ССР. Награждена орденами: «Знак Почёта» (1960), «Почёта» (2004) и «Трудовая слава», медалью «За гражданские заслуги» (Meritul Civic) (1994).
Скончалась 18 февраля 2007 года в 8 часов 10 минут вечера на сцене Русского драматического театра имени А. П. Чехова во время спектакля «Горе от ума» в начале второго акта в роли графини Хлестовой после слов «Благодарю, мой дорогой». После её смерти малая сцена театра получила имя актрисы.
Похоронена на Кладбище Святого Лазаря («Дойна») в Кишинёве рядом с мужем (с 1956 года) — также артистом Кишинёвского русского драматического театра имени А. П. Чехова, заслуженным артистом Молдавской ССР (1975) Виталием Ефимовичем Левинзоном (1929—1987).